# Sumner, Maine
Sumner är en kommun (town) i Oxford County i Maine. Vid 2010 års folkräkning hade Sumner 939 invånare.